# Leopoldo Cicognara

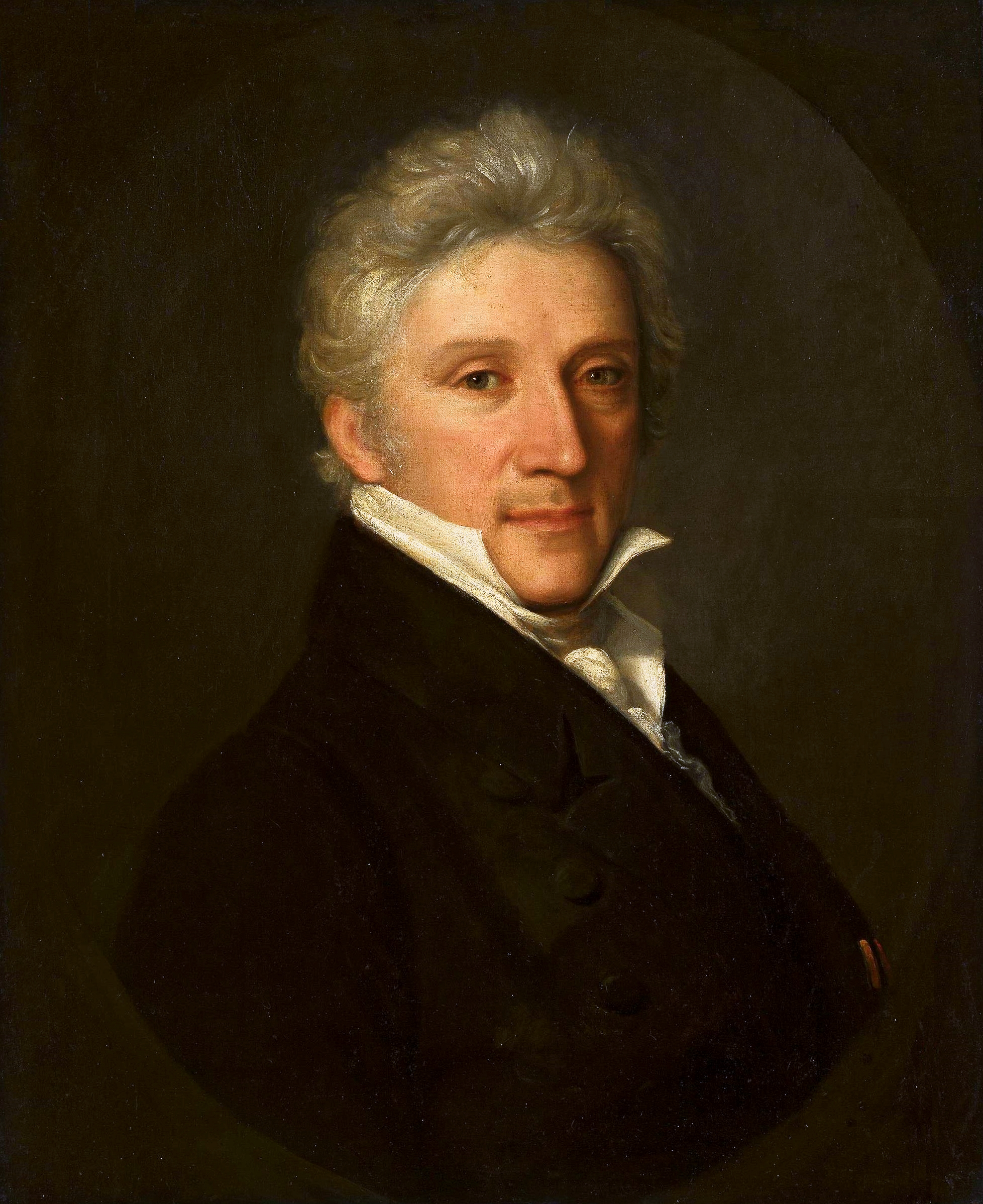
Leopoldo Cicognara (porträtiert von Natale Schiavoni)

Graf Leopoldo Cicognara (geb. 26. November 1767 in Ferrara; gest. 5. März 1834 in Venedig) war ein italienischer Kunsthistoriker, Kunstphilosoph und Bibliograph, der an Denkmälern und Archäologie interessiert war. Er war Präsident der Akademie der Schönen Künste zu Venedig, wo er mit illustrierten Publikationen mitwirkte – sowohl zur Zeit Napoleons als auch unter Österreich.
Sein Hauptwerk ist die Storia della Sculptura (Venedig, 1813–1818, 3 Bände), in Anlehnung an die Hauptwerke von Johann Joachim Winckelmann (1717–1768) und Seroux d’Agincourt (1730–1814).
Während seiner Karriere sammelte Cicognara etwa fünftausend Bände über Kunst und Archäologie, die eine wichtige Quelle für Wissenschaftler darstellen. Im Jahr 1821 veröffentlichte er in Pisa einen bekannten Katalog seiner Sammlung, das Ergebnis von 30 Jahren Arbeit, den Catalogo ragionato de’ libri d’arte e di antichità. Im Jahr 1824 wurde seine Bibliothek von Papst Leo XII. en bloc erworben und der Vatikanischen Bibliothek hinzugefügt.
Graf Cicognara starb in Venedig. Sein Leichnam wurde nach Ferrara überführt, wo er auf dem Cimitero Monumentale della Certosa di Ferrara feierlich beigesetzt wurde. Auf dem Grab auf dem Friedhof des Kartäuserklosters ließ seine Witwe auf Wunsch ihres Mannes ein von Antonio Canova angefertigtes Porträt von Leopoldo Cicognara anbringen.

## Publikationen (Auswahl)
- Storia della scultura dal suo risorgimento in Italia sino al secolo di Napoleone per servire di continuazione alle opere di Winckelmann e di d’Agincourt. Venedig 1813–1818 (3 Bände).
- Catalogo ragionato de’ libri d’arte e di antichità. Pisa 1821.
- Biografia di Antonio Canova. Venedig 1823.